# Samsung Galaxy E5
Samsung Galaxy E5 — Android-смартфон, выпущенный компанией Samsung Electronics. Он был выпущен в январе 2015 года и снят с производства в ноябре 2016 года. Это устройство среднего класса. Galaxy E5 оснащен 8-мегапиксельной задней камерой со светодиодной вспышкой и 5-мегапиксельной фронтальной камерой. Он имеет четырехъядерный 1,2 ГГц процессор.
Samsung Galaxy E5 достиг европейских берегов, но продается только на рынке Германии, не считая стран СНГ и Турции (регион Ближнего Востока).

## Спецификации

### Оборудование
Телефон работает на базе чипсета Snapdragon 410, который включает 1,2 ГГц процессор, Adreno 306 GPU и 1,5 ГБ RAM, с 16 ГБ встроенной памяти и емким аккумулятором на 2400 mAh. Samsung Galaxy E5 оснащен 5-дюймовым HD Super AMOLED дисплеем, а также 8 МП задней и 5 МП фронтальной камерами. Его размеры составляют 141,6 x 70,2 x 7,3 мм (5,57 x 2,76 x 0,29 дюйма)..

### Программное обеспечение
Этот телефон был официально выпущен с Android 4.4.4 KitKat и был обновлён до Android 5.1.1 Lollipop 2 августа 2015 года.

## Камера
В телефоне две камеры, основная и дополнительная: основная - 8 МП, 3264 x 2448 пикселей, автофокус, светодиодная вспышка с функциями геотеггинга, сенсорного фокуса, распознавания лиц, панорамы. Видеосъемка ведется со скоростью 1080p@30 кадров в секунду. Вторичная камера - фронтальная 5 МП.